# You Never Give Me Your Money
You Never Give Me Your Money – utwór autorstwa Paula McCartneya, nagrany przez brytyjską grupę The Beatles. Piosenka znalazła się na albumie Abbey Road, wydanym w 1969 roku. Utwór rozpoczyna 16. minutowe zestawienie utworów nazwane „Abbey Road Medley”.

## Twórcy
- Paul McCartney – wokal, gitara basowa, pianino
- John Lennon – wokal, gitara elektryczna
- George Harrison – wokal, gitara rytmiczna
- Ringo Starr – perkusja